# Loup Ier de Vasconie
Loup Ier est duc d’Aquitaine et de Vasconie de 670 à 688 et d'origine vasconne.

## Biographie
La date à laquelle il reçoit le duché de Vasconie n’est pas connue. On sait seulement qu’il succède à Toulouse au duc Félix dont il était l’un des fidèles. D’après les Miracula Martialis, il combat aux côtés de saint Léger contre le maire du palais Ébroïn. Mais son parti est défait et Garin, le frère de saint Léger est exécuté, et Loup accueille leurs partisans, rescapés de la défaite. Il continue la lutte et lance vers 676 une expédition armée depuis Toulouse vers le nord. Il tente de prendre Limoges, centre essentiel du pouvoir en Aquitaine dans le haut Moyen Âge. Grièvement blessé, son sort après ces événements reste inconnu, mais il n’est pas absolument certain qu’il soit mort à cette date.
L’Historia Wambae Regis, rédigée à la fin du VIIe siècle par Julien II de Tolède, parle d’un duc franc qui attaque Béziers pendant la révolte de Paul, duc de Septimanie en 673. Béziers et la Septimanie appartenaient à l'époque au royaume wisigoth d'Espagne. L'attaque fut repoussée par les troupes du roi wisigoth Wamba (août/septembre 673).

## Famille

### Ascendance
Le fait qu’il soit un fidèle du duc Félix montre des attaches dans le Toulousain, mais il est également possessionné dans l’Orléanais. 
Le nom de Loup est porté par plusieurs seigneurs et évêques du nord de la Gaule sans liens de familles prouvés entre eux. Ce nom montre une origine plutôt champenoise et, au-delà, issue de la noblesse sénatoriale écrit Christian Settipani. Nous trouvons :
- Loup, évêque de Troyes de 427 à 475 ;
- Loup, évêque de Soissons de 511 à 532 et neveu de Remi, l’évêque de Reims qui baptisa Clovis Ier ;
- Loup, évêque de Châlons en 535 ;
- Loup, duc de Champagne de 571 à 584, père de l'évêque de Reims Romulf, possessionné à Tours, Poitiers et Orléans et frère de Magnulf, évêque de Toulouse vers 585 ;
- Loup, évêque de Sens en 612 ;
- Loup, évêque de Troyes au début du VIIe siècle ;
- Loup, évêque de Limoges en 631.

Inspiré du nom de l'animal, l'anthroponyme Loup peut avoir des origines distinctes, surtout en plusieurs langues. Si les écrits en latin du Ve au VIIe siècle mentionnent Lupus pour Loup, le prénom basque Otxoa ou Otsoa est bien dérivé de otso, " loup " (ou otsoa, " le loup ") en basque.

### Descendance
Sa descendance n’est pas connue. En 769 est mentionné un Loup, duc de Vasconie, allié d’Hunald Ier, duc d’Aquitaine, chez qui ce dernier se réfugie, mais qui est cependant livré aux Francs. Ce Loup de Vasconie est peut-être un descendant de Loup Ier. En dehors de la charte d’Alaon, faux document fabriqué au XVIIe siècle, aucun document ne permet d’établir la filiation entre les deux.